# Cephalaria pastricensis
Espèce
Classification APG III (2009)
Cephalaria pastricensis est une espèce de plante appartenant à la famille des Dipsacaceae selon la classification classique de Cronquist (1981). On la trouve dans les pays de l'ex-Yougoslavie et en Albanie.